# Vrtni polh
Vrtni polh (znanstveno ime Eliomys quercinus) je nočni glodavec iz družine polhov.

## Opis
Vrtni polh običajno zraste med 10 in 15 cm v dolžino in ima rep dolg med 8 in 14,5 cm, ki je proti koncu črn z belim čopom. Običajno tehta odrasel osebek med 60 in 140 g. Barva kožuha je rjava ali siva, trebuh je bel. Za vrtne polhe so značilni črni kolobarji okoli oči, ušesa pa so relativno velika v primerjavi z glavo. Dlaka je kratka.
Po zunanjem izgledu mu je zelo podoben drevesni polh (Dryomys nitedula), ki pa nima bele konice repa.

## Razširjenost
Kljub imenu je vrtni polh prebivalec gozdov. Najpogostejši je v južni Evropi in Alpah, njegov habitat pa na severu sega preko Bavarske do severne Nemčije. V Sloveniji se sicer pojavlja, vendar izjemno poredko.
Zaradi človekovega poseganja v naravo je ta vrsta polhov ponekod resneje ogrožena. Tako so na Nizozemskem, kjer je bil v preteklosti ta polh dokaj pogost, leta 2007 našli le še devet primerkov v gozdovih province Limburg .